# Queluz
Queluz este un oraș în Portugalia, în municipiul Sintra, în regiunea Lisbona, cu circa 96.000 locuitori în 3 freguesias (parocchias): Queluz, Massama, Monte Abraao.
Aici se află Școala portugheză de dresaj ecvestru.